# Dimeria bialata
Dimeria bialata är en gräsart som beskrevs av Cecil Ernest Claude Fischer. Dimeria bialata ingår i släktet Dimeria och familjen gräs. Inga underarter finns listade i Catalogue of Life.